# 432
Cette page concerne l'année 432  du calendrier julien. Pour l'année 432 av. J.-C., voir 432 av. J.-C. Pour le nombre 432, voir 432 (nombre).
L'année 432 est une année bissextile qui commence un vendredi.

## Événements
- 1er janvier : début du consulat d'Aetius et de Valerius[1].
- Janvier-février : conflit entre la régente Galla Placidia et le général Aetius. Galla Placidia dépossède Aetius de ses hautes fonctions au profit du comte d’Afrique Boniface, nommé généralissime et patrice. La guerre éclate entre les deux rivaux[2].
- 5 mars : le pape Célestin approuve les décisions du concile d'Éphèse et l'élection de Maximien de Constantinople[3].
- 31 juillet : élection du pape Sixte III (mort le 18 août 440)[3].
- Automne[4] : bataille de Rimini (Ariminum) entre le comte Boniface, soutien de Galla Placidia et de son fils Valentinien III et les troupes d'Aetius. Boniface est vainqueur mais blessé dans le combat, il meurt trois mois plus tard. Son gendre le comte Sébastien lui succède comme magister militum[1]. Aetius s’enfuit en Dalmatie, puis chez Rugas à la fin de l'année[5].

- Les Tamouls du sud de l'Inde s'établissent à Ceylan. Une armée Pandya renverse la dynastie Lambakanna, qui avait gouverné l'île depuis 65 av. J.-C. (fin en 459)[6].
- Début supposé de la christianisation de l'Irlande par Patrick[7].

## Décès en 432
- 27 juillet : Célestin Ier, pape depuis 422[5].